# Oscar Wilde
Oscar Fingal O'Flahertie Wills Wilde, irski pisatelj, dramatik, umetnostni in literarni kritik, esejist in aforist * 16. oktober 1854, Dublin, Irska † 30. november 1900, Pariz, Francija.
Wilde je najpomembnejši avtor angleške dekadence.

## Življenje
Otroška leta je preživel v rodnem Dublinu na Irskem. Mati je bila pesnica, oče pa zdravnik, Wilde je hodil v dobre šole in je bil materialno preskrbljen. Že v mladosti je bil zelo razgledan in se je zelo zanimal za umetnost. Študiral je sprva na dublinski univerzi Trinity, nato pa še na Univerzi v Oxfordu. Na Magdalen kolidžu sta bila njegova profesorja Walter Pater in John Ruskin. Poleg tega je bil tudi umetnostni in literarni kritik in proučevalec ter je pisal za različne angleške mesečnike.
Leta 1884 se je poročil s Constance Lloyd, s katero je imel dva sinova.
Oscar Wilde ni ostal zaverovan enemu žanru, temveč je bil pisatelj širokega razpona. Ni ostal samo pri mladostnem pesnikovanju, ampak je znal pisati tudi dobro pripovedno prozo. Med zvrstmi je obvladal pravljico, novelo in roman, komedijo in tragedijo in nenazadnje tudi elegantno oblikovan esej.
Wilde si je tudi utrl pot med najvišje sloje družbe. Povsod je bil zelo cenjen in zaželen gost, tako kot so cenjene njegove knjige tudi še danes. Njegova javna druženja z debatami so bila vedno polna cinične in inteligentne duhovitosti, prvovrstni in množično obiskovani dogodki za javnost, tudi v ZDA. Nedvomno je, skupaj z rojakom Bernardom Shawom, eden od najboljših in najbolj plodnih aforistov vseh časov. Zaradi istospolne zveze z Alfredom Douglasom (opisano v romanu Slika Doriana Graya), so ga sodno preganjali in obsodili ter ga za dve leti poslali na prisilno delo v zloglasno kaznilnico. To se je zgodilo dve leti pred smrtjo, nakar so ga še izgnali v Francijo. Leta 1900 je zbolel za meningitisom in 30. novembra v Parizu umrl, pozabljen in osamljen. Pokopan je na največjem pariškem pokopališču Pere Lachaise, njegov grob pa je med najbolj obiskanimi.
Eden od njegovih številnih aforizmov:
»Nesreča moških je, da nikoli ne postanejo čisto takšni, kot so bili njihovi očetje. Tragedija žensk pa je, da vedno postanejo takšne, kot so njihove matere.«

## Dela
- pravljice (Srečni kraljevič in druge zgodbe, Hiša granatnih jabolk);
- komedije (Nepomembna ženska, Idealni soprog);
- poetična drama (Saloma)
- roman (Slika Doriana Graya);
- novela (Zločin Arthurja Savila in druge zgodbe)
- drame (Pahljača Lady Vindermere, The Importance of Being Earnest)